# サンダロヴォ駅
サンダロヴォ駅（ロシア語：Станция Сандарово）はロシア連邦モスクワ州チェーホフスキー地区サンダロヴォにある、ロシア鉄道の駅。モスクワ大環状線上の駅で、エレクトリーチカ（近郊列車）が停車する。

## 沿革
- 1943年 - 開業。

## 駅構造
島式ホーム1面2線に単式ホーム1面が隣接する、合計2面3線を有する地上駅。ホーム長さは12両分あり、駅舎は単式ホームに隣接する。両ホームの移動は線路を直接横断する。
駅南側に側線が9本あり、ここで貨車の積み降ろしや車両の修理が行われる。

## 隣の駅
ロシア鉄道
モスクワ大環状線
エレクトリーチカ
ビャトゥキノ駅 - サンダロヴォ駅 - 283km駅